# HD23542
HD23542 — хімічно пекулярна зоря спектрального класу A5, що має видиму зоряну величину в смузі V приблизно  7,6.
Вона  розташована на відстані близько 657,6 світлових років від Сонця.